# George Tanner
George Tanner (Blackpool, 16 novembre 1999) è un calciatore inglese, difensore del Bristol City.

## Carriera
Tanner è cresciuto nel settore giovanile del Manchester Utd con cui nel 2018 ha firmato un contratto professionistico. Il 12 agosto 2019 è stato prestato al Morecambe per tutta la durata della stagione ed il giorno dopo ha giocato il suo primo incontro ufficiale in Coppa di Lega inglese contro il Mansfield Town. A gennaio il prestito è stato interrotto e Tanner è passato al Salford City dove però non ha mai esordito.
Rimasto svincolato al termine della stagione, il 3 agosto 2020 ha firmato un contratto biennale con il Carlisle Utd. Il 27 ottobre seguente ha segnato la sua prima rete fra i professionisti nel successo per 3-1 contro il Morecambe, suo ex club.
Il 30 agosto 2021 è stato acquistato a titolo definitivo dal Bristol City.

## Statistiche

### Presenze e reti nei club
Statistiche aggiornate al 25 novembre 2023.
| Stagione        | Squadra         | Campionato      | Campionato | Campionato | Coppe nazionali | Coppe nazionali | Coppe nazionali | Coppe continentali | Coppe continentali | Coppe continentali | Altre coppe | Altre coppe | Altre coppe | Totale | Totale | Totale |
| Stagione        | Squadra         | Comp            | Pres       | Reti       | Comp            | Pres            | Reti            | Comp               | Pres               | Reti               | Comp        | Pres        | Reti        | Pres   | Reti   |        |
| --------------- | --------------- | --------------- | ---------- | ---------- | --------------- | --------------- | --------------- | ------------------ | ------------------ | ------------------ | ----------- | ----------- | ----------- | ------ | ------ | ------ |
| 2019-gen. 2020  | Morecambe       | FL2             | 23         | 0          | FACup+CdL       | 1+2             | 0               |                    | -                  | -                  | FLT         | 3           | 0           | 29     | 0      |        |
| gen.-giu. 2020  | Salford City    | FL2             | 0          | 0          | FACup+CdL       | 0               | 0               |                    | -                  | -                  | FLT         | 0           | 0           | 0      | 0      |        |
| 2020-2021       | Carlisle Utd    | FL2             | 37         | 3          | FACup+CdL       | 2+1             | 0               |                    | -                  | -                  | FLT         | 2           | 0           | 42     | 3      |        |
| ago. 2021       | Carlisle Utd    | FL2             | 5          | 0          | FACup+CdL       | 0+1             | 0               |                    | -                  | -                  | FLT         | 0           | 0           | 6      | 0      |        |
| 2021-2022       | Bristol City    | FLC             | 13         | 1          | FACup+CdL       | 0               | 0               |                    | -                  | -                  |             | -           | -           | 13     | 1      |        |
| 2022-2023       | Bristol City    | FLC             | 26         | 0          | FACup+CdL       | 4+2             | 0               |                    | -                  | -                  |             | -           | -           | 32     | 0      |        |
| 2023-2024       | Bristol City    | FLC             | 11         | 0          | FACup+CdL       | 0+2             | 0               |                    | -                  | -                  |             | -           | -           | 13     | 0      |        |
| Totale carriera | Totale carriera | Totale carriera | 115        | 4          |                 | 15              | 0               |                    | -                  | -                  |             | 5           | 0           | 135    | 4      |        |